# Masahiko Nishimura
Masahiko Nishimura (西村 まさ彦?, Nishimura Masahiko; Toyama, 12 dicembre 1960) è un attore giapponese.
Ha recitato anche in teatro ed è noto soprattutto per i suoi ruoli comici.

## Filmografia

### Film
- Tomoko no baai (1996)
- Shichi-gatsu nano ka, Hare (1996)
- Radio no Jikan: Welcome Back Mr. McDonald (1997)
- Princess Mononoke (1997)
- Setouchi Moonlight Serenade, regia di Masahiro Shinoda (1997)
- Marutai no onna (1997)
- Kuroi ie (1999)
- Godzilla 2000 (1999)
- O-juken (1999)
- GTO (1999)
- Kawa no Nagare no Yō ni (2000)
- Denen no yuutsu (2001)
- Ghiblies: Episode 2 (2002)
- Ganryujima (2003) - Sasaki Kojirō
- Nin Nin the Movie (2004)
- Furyo shonen no yume (2005)
- Warai no Daigaku (2006)
- Tokyo Family (2013) - Kōichi Hirayama
- Chōkōsoku! Sankin Kōtai (2014) - Kanetsugu Sōma
- Tono, Risoku de Gozaru! (2016)
- What a Wonderful Family! (2016)
- What a Wonderful Family! 2(2017)
- What a Wonderful Family! 3: My Wife, My Life (2018)
- Inemuri Iwane (2019)
- JK Rock (2019)
- Samurai Shifters (2019)

### Televisione
- Furikaereba Yatsu ga Iru(1993)
- Furuhata Ninzaburo (1994) - Shintaro Imaizumi
- Ousama no restoran (1995)
- Hideyoshi (1996) - Tokugawa Ieyasu
- Otona no otoko (1997)
- Yamato Nadeshiko (2000)
- Yome wa mitsuboshi (2001)
- Koi no chikara (2002)
- Itsumo futari de (2003)
- Kanojo ga shinjatta (2004)
- Wonderful Life (2004)
- Nodame Cantabile (2006)
- Sanada Maru (2016) - Muroga Masatake
- Kyoaku wa Nemurasenai (2016) - Nobutsuna Nakae